# Weissenstein, Kärnten
Weissenstein (Weißenstein) är en ort och kommun  i Österrike. Den ligger i distriktet Villach-Land i förbundslandet Kärnten, 260 km sydväst om huvudstaden Wien. 
- Gummern (88)
- Kellerberg (128)
- Lansach (191)
- Lauen (14)
- Puch (625)
- Stadelbach (415)
- Stuben (126)
- Tscheuritsch (70)
- Töplitsch (461)
- Uggowitz (21)
- Weißenbach (160)
- Weißenstein (611)